# Рубенис, Андрис
А́ндрис Ру́бенис (латыш. Andris Rubenis; 8 апреля 1951, Рига — 3 октября 2017) — советский и латвийский ученый. Доктор философии. Член-корреспондент АН Латвии. Профессор и заведующий кафедрой гуманитарных наук Латвийской академии художеств.
Родился 8 апреля 1951 года в Риге. Окончил Рижскую среднюю школу № 3, затем исторический и философский факультет Латвийского государственного университета. Аспирантуру прошёл на кафедре этики философского факультета Московского государственного университета. В 1983 году были изданы первые две монографии — «Феноменология» и «Критика основных принципов протестантской неортодоксии».

## Научная деятельность
Научная деятельность Рубениса была направлена на исследования древности. Первые две монографии «Феноменология» и «Критика основных принципов протестантской неортодоксии» на русском языке были изданы в 1983 году. Затем последовала монография изданная в 1989 году, первое историческое исследование «Жизнь средневековья и культура Европы» («Viduslaiku dzīve un kultūra Eiropā»). Дальнейшие исследования посвящены вопросам ценностей человека, опираясь на прошлое но в связи с современностью. Примером могут служить работы «Ētika. Viduslaiku izglītība, antropoloģija un ētika», «Ētika. Rietumu baznīctēvu antropoloģija un ētika», «Ētika. Kristīgās antropoloģijas un ētikas veidošanās».
Второе направление исследовательской работы — культура Европы и история искусства. Примером этого направления служат работы «Senās Romas kultūra», «Viduslaiku kultūru Eiropā», «Renesanses Filozofiski Maģiskais Reālisms», «Absolūtisma un apgaismības laikmeta kultūra», «Baroks un klasicisms», «Mākslinieku cerību un domu pasaule renesanses laikmetā» и «Mākslas vēstures teorijas vēsture»